# Салма Джаюси
Салма Хадра Джаюси (на арабски: سلمى الخضراء الجيوسي) е палестинска поетеса, писателка и преводачка.
Тя е основател и директор на Проекта за превод от арабски език, който има за цел да прави преводи на арабска литература на английски език.

## Биография
Родена е през 1926 или 1927 г. в Сафед, Палестина. Баща ѝ е Субхи ал Хадра е палестинец и арабски националист, а майка ѝ е ливанка.
Гимназиалното си образование завършва в Йерусалим, а след това учи арабска и английска литература в Бейрут, Ливан. Издава първата си стихосбирка през 1960 г. Получава докторска степен по арабска литература от Лондонския университет (1970).
От 1970 до 1973 г. преподава в университета в Хартум, Судан, а от 1973 до 1975 г. – в университетите в Алжир и Константин. През 1973 г. получава стипендия от фондация „Форд“ по покана на Северноамериканската асоциация за изследване на Близкия изток, за да изнесе лекции в Канада и САЩ. Университетът на Юта, САЩ я кани като гостуващ лектор по арабска литература. през 1975 г. Оттогава изнася лекции в университети в САЩ.
За да насърчи разпространението на арабската литература и култура, основава Проекта за превод от арабски език през 1980 г. По-късно основава „Източно-западната връзка“.
Омъжена е за йордански дипломат, с когото имат 3 деца.

## Творчество
- Modern Arabic poetry: an anthology, 1987
- The Literature of modern Arabia: an anthology, Columbia University Press, 1988
- Anthology of Modern Palestinian Literature, Columbia University Press, 1992
- The Legacy of Muslim Spain, 2 vols, 1992
- Modern Arabic drama: an anthology, 1995
- The Secret life of Saeed: the Pessoptimist от Имил Хабиби, 2002. (превод заедно с Тревър Легусик)
- Short Arabic plays: an anthology, 2003
- Modern Arabic fiction: an anthology, 2004
- Beyond the dunes: an anthology of modern Saudi literature, 2005
- Human rights in Arab thought: a reader, 2009
- Classical Arabic stories: an anthology, 2010